# Vespertilionidae
Los vespertiliónidos (Vespertilionidae) son una familia de murciélagos con una amplia distribución en las zonas templadas y tropicales del planeta. Es la familia más diversificada de murciélagos, adaptada a una gran variedad de hábitats, desde bosques tropicales hasta áreas desérticas.
Los vespertiliónidos varían en tamaño de 3 a 10 cm de longitud y de 4 a 50 g de peso. Tienen ojos pequeños, carecen de hoja nasal y presentan un trago bien desarrollado. Algunas especies, como Plecotus e Histiotus, destacan por sus orejas extremadamente largas, lo que les permite una audición precisa para la ecolocación.

## Características y dieta
Los vespertiliónidos presentan entre 28 y 38 dientes con una fórmula dentaria de {\displaystyle {\frac {1-2.1.1-3.3}{2-3.1.2-3.3}}}, lo cual incluye incisivos, caninos, premolares y molares. La mayoría son insectívoros, aunque existen especies con dietas especializadas, como Myotis vivesi, que consume peces, y Antrozous pallidus, que se alimenta de escorpiones.

## Comportamiento y reproducción
Los vespertiliónidos utilizan cuevas, árboles y estructuras humanas como refugio. Algunas especies son solitarias, mientras que otras forman grandes colonias. En climas fríos, muchas especies hibernan o realizan migraciones estacionales para evitar las bajas temperaturas.

## Clasificación
La familia Vespertilionidae se divide en cinco subfamilias principales y varias tribus:
- Subfamilia Antrozoinae Miller, 1897

- Género Antrozous
- Género Bauerus

- Subfamilia Kerivoulinae Miller, 1907

- Género Kerivoula – murciélagos pintados
- Género Phoniscus

- Subfamilia Myotinae Tate, 1942

- Género Myotis – murciélagos ratoneros
- Género Lasionycteris

- Subfamilia Murininae Miller, 1907

- Género Harpiocephalus – murciélagos de alas peludas
- Género Harpiola
- Género Murina – murciélagos nariz de tubo

- Subfamilia Vespertilioninae Peters, 1865

- Tribu Eptesicini

- Género Arielulus
- Género Eptesicus – murciélagos caseros
- Género Hesperoptenus – murciélagos serotinos

- Tribu Lasiurini

- Género Aeorestes – murciélagos de cola peluda
- Género Dasypterus – murciélagos amarillos
- Género Lasiurus – murciélagos de cola peluda

- Tribu Nycticeiini

- Género Nycticeinops
- Género Nycticeius – murciélagos vespertinos
- Género Rhogeessa
- Género Scoteanax
- Género Scotophilus – murciélagos amarillos

- Tribu Pipistrellini

- Género Glischropus – murciélagos de pulgar grueso
- Género Nyctalus – murciélagos nocturnos
- Género Parastrellus
- Género Perimyotis
- Género Pipistrellus – pipistrelos
- Género Scotozous

- Tribu Plecotini

- Género Barbastella – barbastelas
- Género Corynorhinus
- Género Euderma
- Género Idionycteris
- Género Otonycteris
- Género Plecotus – murciélagos orejudos

- Tribu Vespertilionini

- Género Chalinolobus – murciélagos con papada
- Género Eudiscopus
- Género Falsistrellus
- Género Glauconycteris – murciélagos mariposa
- Género Histiotus
- Género Hypsugo
- Género Ia
- Género Laephotis
- Género Mimetillus
- Género Neoromicia
- Género Niumbaha
- Género Philetor
- Género Scotorepens
- Género Tylonycteris – murciélagos del bambú
- Género Vespadelus
- Género Vespertilio